# 黄建国
黄建国（1952年6月—），男性，四川会理人，中华人民共和国政治人物。在职研究生学历。1969年3月参加工作，1970年7月加入中国共产党。曾任中共第十七届中央候补委员、第十八届中央纪律检查委员会委员，中共湖南省委常委、纪委书记。

## 生平
历任云南省人民政府副秘书长；中共西双版纳州委书记，中共云南省委常委、统战部部长。2001年6月，转任中共湖南省委常委，后陆续担任宣传部长，组织部长，省委党校校长，兼职湖南省机构编制委员会副主任，省委人才工作领导小组组长、省委干部教育工作领导小组组长、省委基层党建工作领导小组组长、省委老干部工作领导小组组长、省援藏援疆工作领导小组副组长。2011年11月28日至2015年8月27日，任中共湖南省委常委、省纪委书记。